# Un vero sceriffo
Un vero sceriffo (Nichols; reintitolato James Garner as Nichols dal 7º episodio) è una serie televisiva statunitense in 24 episodi trasmessi per la prima volta nel corso di una sola stagione dal 1971 al 1972.
È una serie western ambientata nel 1914 e incentrata sulle vicende di Nichols, nuovo e riluttante sceriffo pacifico della omonima cittadina fittizia dell'Arizona (fondata dalla sua famiglia anni prima) che cavalca una motocicletta al posto del cavallo.

## Personaggi e interpreti

### Personaggi principali
- Nichols (24 episodi, 1971-1972), interpretato da James Garner.
- Ruth (24 episodi, 1971-1972), interpretata da Margot Kidder.
- Ma Ketcham (24 episodi, 1971-1972), interpretato da Neva Patterson.
- Ketcham (24 episodi, 1971-1972), interpretato da John Beck.
- Mitch (24 episodi, 1971-1972), interpretato da Stuart Margolin.

### Personaggi secondari
- Salter (10 episodi, 1971-1972), interpretato da John Harding.
- Fearless (8 episodi, 1971-1972), interpretato da James Lee Reeves.
- Luis (7 episodi, 1971-1972), interpretato da Luis Delgado.
- Thatcher (6 episodi, 1971-1972), interpretato da Richard Bull.
- Charlotte (6 episodi, 1971-1972), interpretata da Barbara Collentine.
- Gabe McCutcheon (5 episodi, 1971-1972), interpretato da M. Emmet Walsh.
- Doc Bernstein (4 episodi, 1971), interpretato da Stefan Gierasch.
- Sanders (4 episodi, 1971-1972), interpretato da James Beach.
- Niles (4 episodi, 1971-1972), interpretato da William Christopher.
- Samuel (3 episodi, 1971-1972), interpretato da Buck Kartalian.
- Johnson (3 episodi, 1971), interpretato da Paul Hampton.
- maggiore (3 episodi, 1971), interpretato da Wayne Heffley.
- Perkins (3 episodi, 1971), interpretato da William Paterson.
- Axel (2 episodi, 1971-1972), interpretato da Rayford Barnes.
- Marshall (2 episodi, 1971-1972), interpretato da John Crawford.
- Van Vechten (2 episodi, 1971-1972), interpretato da Jack Garner.
- Henry (2 episodi, 1971-1972), interpretato da Ted Gehring.
- Bertha (2 episodi, 1971-1972), interpretata da Alice Ghostley.
- Hansen (2 episodi, 1971-1972), interpretato da Charles McGraw.
- Ed Hargut (2 episodi, 1971), interpretato da E.J. André.
- Prete (2 episodi, 1971), interpretato da Joe Brown Jr..
- Gulley (2 episodi, 1971), interpretato da Robert Gist.
- Mrs. Prine (2 episodi, 1971), interpretata da Florence Lake.
- Choir Mistress (2 episodi, 1971), interpretata da Joanie Larson.
- Gillman (2 episodi, 1971), interpretato da E.A. Sirianni.
- Jasper (2 episodi, 1972), interpretato da Val Avery.
- Chuey (2 episodi, 1972), interpretato da Chester Grimes.
- Steve (2 episodi, 1972), interpretato da Chuck Hicks.
- Doc (2 episodi, 1972), interpretato da Richard Stahl.

## Produzione
La serie, ideata da Frank Pierson, fu prodotta da Cherokee Productions e Warner Bros. Television e girata negli studios della Warner Brothers a Burbank e nella contea di Tuolumne in California.
La serie non conseguì buone valutazioni nei primi episodi e fu rinominata James Garner as Nichols nel mese di ottobre del 1971 in un tentativo di sfruttare la popolarità dell'attore protagonista. Le ulteriori valutazioni basse portarono anche alla decisione da parte dei produttori di uccidere il personaggio del titolo alla fine della prima stagione per iniziare una seconda con il fratello gemello di questi, Jim Nichols, interpretato ancora da James Garner, con intenti meno pacifisti e un ruolo di sceriffo più tradizionale. Tuttavia, l'episodio in cui il primo Nichols muore si rivelò quello finale e prima dell'inizio della seconda stagione la NBC annullò la serie.

### Registi
Tra i registi della serie sono accreditati:
- Frank Pierson (6 episodi, 1971-1972)
- Ivan Dixon (4 episodi, 1971-1972)
- William Wiard (3 episodi, 1971-1972)
- Paul Bogart (2 episodi, 1971)
- Peter Tewksbury (2 episodi, 1971)
- John Badham (2 episodi, 1972)
- William Ward

### Sceneggiatori
Tra gli sceneggiatori della serie sono accreditati:
- Frank Pierson (24 episodi, 1971-1972)
- Juanita Bartlett (5 episodi, 1971-1972)
- Robert Foster (4 episodi, 1971-1972)
- Shimon Wincelberg (3 episodi, 1971)
- Bud Freeman (2 episodi, 1971-1972)
- Buck Houghton (2 episodi, 1971-1972)
- Benjamin Masselink (2 episodi, 1971-1972)
- William Wood (2 episodi, 1971-1972)
- Marion Hargrove (2 episodi, 1972)

## Guest star
- Val Avery
- William Christopher
- Scatman Crothers
- Jack Elam
- Steve Forrest
- Jennifer Gan
- Bo Hopkins
- Rance Howard
- Don Keefer
- Strother Martin
- Ricardo Montalbán
- John Rubinstein
- Robert F. Simon
- Tom Skerritt
- Susan Tyrrell
- Joyce Van Patten
- Anthony Zerbe

## Distribuzione
La serie fu trasmessa negli Stati Uniti dal 16 settembre 1971 al 16 maggio 1972 sulla rete televisiva NBC. In Italia è stata trasmessa su Canale 5 con il titolo Un vero sceriffo.
Alcune delle uscite internazionali sono state:
- negli Stati Uniti il 16 settembre 1971 (Nichols)
- in Finlandia (Arizonan mies)
- in Canada (James Garner)
- in Germania Ovest (Sheriff ohne Colt und Tadel)
- in Italia (Un vero sceriffo)

## Episodi
| Stagione       | Episodi | Prima TV USA |
| -------------- | ------- | ------------ |
| Prima stagione | 24      | 1971-1972    |